# إتيان
إتيان هو مغني كندي، ولد في 28 فبراير 1971 في وندسور في كندا.